# Équipe cycliste Podium Ambition-Club La Santa
L'équipe cycliste Podium Ambition-Club La Santa est une ancienne équipe cycliste professionnelle féminine basée au Royaume-Uni. Elle est devenue professionnelle en 2016.

## Classements UCI
Ce tableau présente les places de l'équipe au classement de l'Union cycliste internationale en fin de saison, ainsi que la meilleure cycliste au classement individuel de chaque saison.
| Année | Classement par équipes | Meilleure coureuse au classement individuel |
| 2016  | 35e                    | Claire Rose (147e)                          |

## Principales victoires

### Compétitions internationales
Cyclisme sur piste
- Jeux olympiques : 2
  - Poursuite par équipes : 2016 (Katie Archibald, Joanna Rowsell )
- Championnats du monde : 1
  - Poursuite par équipes : 2014 (Katie Archibald)
- Championnats d'Europe : 6
  - Poursuite par équipes : 2014 (Katie Archibald, Ciara Horne ), 2015 (Katie Archibald, Joanna Rowsell )
  - Poursuite individuelle : 2014, 2015, 2016 (Katie Archibald)
  - Omnium : 2016 (Katie Archibald)

### Championnats nationaux
Cyclisme sur piste
- Championnats de Grande-Bretagne : 3
  - Poursuite par équipes : 2015 (Katie Archibald , Sarah Storey, Joanna Rowsell , Ciara Horne )
  - Poursuite individuelle : 2014 (Katie Archibald )
  - Course aux points : 2014 (Sarah Storey)

## Encadrement
Le directeur sportif et représentant de l'équipe auprès de l'UCI est Richard Storey. Il est assisté par Martin McCrossan. 

## Partenaires
Le partenaire principal de l'équipe est l'hôtel de Lanzarote Club Santa. La marque Boardman fournit le matériel.

## Podium Ambition-Club La Santa en 2016

### Effectif
| Effectif 2016             | Effectif 2016     | Effectif 2016 | Effectif 2016          |
| Cycliste                  | Date de naissance | Pays          | Équipe précédente      |
| ------------------------- | ----------------- | ------------- | ---------------------- |
| Katie Archibald           | 12 mars 1994      | Royaume-Uni   |                        |
| Lauren Creamer            | 20 janvier 1992   | Irlande       | GSD Gestion (2011)     |
| Katie Curtis              | 1 novembre 1988   | Royaume-Uni   | Vision 1 Racing (2009) |
| Grace Garner              | 19 juin 1997      | Royaume-Uni   |                        |
| Amy Gornall               | 13 septembre 1996 | Royaume-Uni   |                        |
| Elizabeth-Jane Harris     | 7 janvier 1988    | Royaume-Uni   |                        |
| Bethany Hayward           | 20 novembre 1996  | Royaume-Uni   |                        |
| Sharon Laws               | 7 juillet 1974    | Royaume-Uni   | Bigla (2015)           |
| Nicole Moerig             | 4 avril 1984      | Australie     |                        |
| Claire Rose               | 23 mai 1987       | Royaume-Uni   |                        |
| Joanna Rowsell-Shand      | 5 décembre 1988   | Royaume-Uni   | Wiggle Honda (2014)    |
| Sarah Storey              | 26 octobre 1977   | Royaume-Uni   |                        |
|                           |                   |               |                        |
| Source : Cycling Archives |                   |               |                        |

### Victoires

#### Sur piste
| Date         | Course                                     | Pays        | Classe | Vainqueur                       |
| ------------ | ------------------------------------------ | ----------- | ------ | ------------------------------- |
| 13 avril     | Poursuites par équipes aux Jeux olympiques | Brésil      |        | Katie Archibald, Joanna Rowsell |
| 30 septembre | Course aux points à Milton                 | Canada      | C1     | Neah Evans                      |
| 1er octobre  | Poursuite à Milton                         | Canada      | C1     | Neah Evans                      |
| 1er octobre  | Scratch à Milton                           | Canada      | C1     | Neah Evans                      |
| 21 octobre   | Championnat d'Europe de poursuite          | France      |        | Katie Archibald                 |
| 22 octobre   | Championnat d'Europe d'Omnium              | France      |        | Katie Archibald                 |
| 5 novembre   | Course à l'américaine à Glasgow            | Royaume-Uni | CDM    | Katie Archibald                 |
| 26 novembre  | Omnium à Manchester                        | Royaume-Uni | C2     | Neah Evans                      |
| 2 décembre   | Course aux points à Londres                | Royaume-Uni | C2     | Neah Evans                      |
| 2 décembre   | Scratch à Londres                          | Royaume-Uni | C2     | Neah Evans                      |
| 3 décembre   | Omnium à Londres                           | Royaume-Uni | C2     | Neah Evans                      |
| 16 décembre  | Course aux points à Sangalhos              | Portugal    | C1     | Neah Evans                      |

### Classement mondial
| Rang | Coureuse       | Points |
| ---- | -------------- | ------ |
| 147  | Claire Rose    | 55,5   |
| 262  | Sharon Laws    | 15,5   |
| 272  | Sarah Storey   | 14,5   |
| 523  | Lauren Creamer | 3      |
| 588  | Nicole Moerig  | 2      |

Podium Ambition-Club La Santa est trente-cinquième au classement par équipes.